# 郭芳 (1908年)
郭芳（1908年—1980年），原名葛建基，男，直隶（今河北）正定人，中华人民共和国政治人物，曾任河北省人大常委会副主任，河北省政协副主席，第二届全国政协委员。